# Helmut Bachmann (Politiker)
Helmut Bachmann (* 13. Dezember 1944 in Telfes) ist ein österreichischer Schuldirektor und Politiker (SPÖ). Er war von 1999 bis 2008 Abgeordneter zum Tiroler Landtag.

## Bildung
Helmut Bachmann besuchte zwischen 1951 und 1955 die Volksschule Kufstein und wechselte danach an das örtliche Bundesrealgymnasium, wo er 1964 maturierte. Bachmann nahm 1965 ein Studium an der Universität Innsbruck auf, das er 1971 abschloss. Er arbeitete danach bis 1983 als Professor am BORG in Schwaz und war von 1983 bis 2009 Direktor der HBLA Kematen. Zwischen 1994 und 1995 war er zudem EU-Beauftragter für Mostar/Bosnien (EUAM) von 1994 bis 1995. 
Bachmann war ab dem 30. März 1999 Abgeordneter zum Tiroler Landtag, wobei er sowohl 1999 als auch 2003 über den Kreiswahlvorschlag Innsbruck-Land in den Landtag gewählt wurde. Er gehörte ab 1999 dem Ausschuss für Föderalismus und Europäische Integration an, dessen Obmann er ab diesem Zeitpunkt war. Er war ab 1999 zudem Mitglied im Ausschuss für Ausschuss für Land- und Forstwirtschaft und Umwelt bzw. Land- und Forstwirtschaft, Verkehr und Umwelt und war zwischen 1999 und 2003 Mitglied im Ausschuss für Kunst, Kultur, Schule und Sport. Bachmann schied im Zuge der Landtagswahl in Tirol 2008 mit dem 1. Juli 2008 aus dem Landtag aus.